# 8 Малой Медведицы
8 Малой Медведицы — звезда, которая находится в созвездии Малая Медведица на расстоянии приблизительно 519 световых лет от нас. Вокруг звезды обращается, как минимум, одна планета.

## Характеристики
8 Малой Медведицы представляет собой звезду 6,83 видимой величины; впервые она упоминается в каталоге Флемстида. Она гораздо массивнее и крупнее нашего Солнца: её масса и радиус равны 1,8 и 9,9 солнечных соответственно. Температура поверхности звезды составляет около 4847 кельвинов. Светимость звезды превосходит солнечную в 56 раз. Возраст 8 Малой Медведицы оценивается приблизительно в 1,7 миллиардов лет.

## Планетная система
В 2015 году было объявлено об открытии планеты 8 Малой Медведицы b в системе. Это газовый гигант, имеющий массу 1,5 массы Юпитера. Он обращается на расстоянии 0,49 а. е. от родительской звезды, совершая полный оборот за 93 суток. Открытие планеты было совершено методом доплеровской спектроскопии.